# 節日序曲 (蕭士達高維契)
《節日序曲》（英語：Festive Overture），作品96，是俄國作曲家蕭士達高維契的管絃樂作品。調性為A大調。作品寫於1954年，並於同年11月6日於莫斯科大劇院作首演，指揮為帕沙耶夫。
雖然作品面世的時間只有數十年，但已經成為了管絃樂中其中一首較常演奏的曲目之一，曾在1980年的莫斯科奧運會及2009年諾貝爾獎音樂會中演奏。

## 背景
《節日序曲》是為慶祝十月革命週年紀念而寫成的。蕭士塔高維奇曾說：「我想描寫的是戰爭時期，某個人想要重建殘破祖國的心情⋯⋯這也是對『新五年計畫』國家建設的狂熱表現。」作曲家以格林卡的歌劇《盧斯蘭與魯蜜拉》中的序曲為參考，輔以自己的旋律和風格，在數天內便火速完成。

## 分析
全曲演奏時間約為6分鐘。

### 編制
| - 木管樂器 - 短笛 - 長笛：2 - 雙簧管：3 - 單簧管：3 - 低音管：2 - 倍低音管 | - 銅管樂器 - 法國號：4 - 小號：3 - 長號：3 - 大號 - 附加銅管樂器（選用，結尾部份） - 法國號：4 - 小號：3 - 長號：3 | - 定音鼓 - 敲擊樂器：大鼓、小鼓、鈸、三角鐵 | - 弦樂器 |

依照工具書《管弦樂作品手冊》指示，上述之配器可簡記為"*3 3 3 *3—4 3 3 1—tmp+4—str"。

### 特色
全曲基本上恪守傳統古典樂派的寫作手法和技巧，開頭以銅管樂慶典式的信號曲開始，為 
 節奏，隨即由單簧管進入爽快的最急板  拍子樂段。中段是由圓號和大提琴所奏出較抒情和更旋律化的樂句，並由絃樂承接，但很快便回復輕快的樂段，並且加入新的對位元素，結尾重現開首時的動機，但改以 
 節奏表示，並加入其他對位和聲，最後在鼓的滾奏和樂隊的多個主和絃下結束。

## 衍生作品
此曲的管樂團改編版本更為受歡迎，是不少管樂團的入門樂曲。